# Galderma
Galderma SA est une entreprise pharmaceutique suisse spécialisée dans les traitements dermatologiques, les produits de soins de la peau  et la médecine esthétique. 
Créée en 1981, d’abord en tant que coentreprise entre Nestlé et L'Oréal, elle est détenue par un consortium d'investisseurs institutionnels privés depuis 2019.
Galderma est dirigée par Flemming Ørnskov (ex-Shire), compte 40 filiales dans 100 pays et emploie plus de 4 600 personnes.
La maison-mère est à Zoug en Suisse.

## Historique
En 1979 à Sophia-Antipolis, le Professeur Hans Schaefer crée le Centre International de Recherche Dermatologique (CIRD), sous l'impulsion du PDG de L'Oréal de l'époque, François Dalle. Il s’agit pour L’Oréal de diversifier sa recherche cosmétique vers le secteur du médicament. En parallèle, Nestlé, qui a également des ambitions en dermatologie, intègre le laboratoire Owen.
L'Oréal et Nestlé s’unissent pour créer Galderma en 1981 (le CIRD devenant Galderma R&D). Il s’agit d’une coentreprise entre les deux entreprises.
Galderma se développe en se spécialisant dans la recherche, le développement et la commercialisation de produits destinés aux patients en dermatologie (soins de la peau). Elle atteint une taille importante, avec 38 filiales présentes dans 100 pays dans les années 2010. Elle se diversifie notamment dans des produits de médecine esthétique avec la toxine botulique Azzalure, domaine dans lequel elle se renforce en 2010 avec l’acquisition de la société suédoise Q-Med.
Le 11 février 2014, Nestlé acquiert les 50 % du capital détenus par L'Oréal et devient l'unique actionnaire. Galderma devient alors la base fondatrice d'un nouveau pôle de Nestlé, "Nestlé Skin Health SA". 
Le 19 septembre 2017, le groupe annonce la fermeture de son pôle de Sophia-Antipolis avec 300 départs volontaires et 100 reclassements.
En octobre 2019, le consortium comprenant le fonds EQT VIII ("EQT"), Luxinva (une filiale à 100 % de l'Abu Dhabi Investment Authority, "ADIA"), PSP Investments et d'autres investisseurs institutionnels fait l’acquisition de Galderma pour 10,2 milliards de francs suisses. 
Flemming Ørnskov est nommé directeur général et Galderma devient la plus grande société indépendante internationale de dermatologie. 
Le 22 mars 2024, Galderma entre à la bourse de Zurich. L’entrée en bourse, est qualifiée « d’une des plus importantes en Europe depuis 2 ans » et la plus importante en Suisse depuis 2017. Le cours d’ouverture à 61 francs suisses dépasse le cours d’émission fixé à 53 francs et donne à l’entreprise une capitalisation boursière de 16,1 milliards de dollars. 
Le produit de l’introduction en bourse sera utilisé pour rembourser la dette. Galderma est inclus dans l’indice Swiss Performance Index (SPI) et son symbole boursier est « GALD ». 

## Activités
Galderma est spécialisé dans la recherche, le développement et la commercialisation de produits de soins de la peau et de traitements de soin esthétique. 
Les produits dermatologiques, sur prescription ou en vente libre, sont des hydratants, nettoyants, produits pour bébés, produits pour les peaux sensibles, qui répondent à des affections et maladies comme l’acné, l’eczéma, la rosacée, l’onychomycose, ou à des maladies plus complexes comme les troubles pigmentaires et le cancer de la peau. Ces activités sont organisées autour de trois pôles : esthétique, produits grand public et prescription.

### Esthétique
Galderma développe des traitements esthétiques à destination des patients et est considérée comme l'un des leaders mondiaux du marché de la dermatologie esthétique et correctrice. 
En 2007, Galderma et Ipsen signent un accord de licence pour la distribution de la toxine botulique (qui corrige les rides) Dysport, connue aussi sous le nom de Azzalure. Cet accord qui porte sur les Etats-Unis et l’Union européenne permet de pratiquer 40 millions de traitements.
Les principales marques sont Restylane, Azzalure, Dysport, Alluzience, Sculptra et Relfydess (relabotulinumtoxinA), qui obtient l'homologation en Australie en juin 2024 et dans l'Union européenne en juillet 2024. 

### Produits grand public
Galderma met à disposition des produits en vente libre pour les consommateurs. 
Les principales marques sont Cetaphil, pour le soin de la peau et distribué dans plus de 70 pays, Benzac dans le traitement de l’acné et Alastin dans les soins de la peau.

### Prescription
L’activité de prescription vise à fournir des solutions pour les patients atteints d’affections cutanées, qui ont des conséquences physiques, psychologiques ou sociales. Les domaines de maladies sont par exemple la dermatite atopique, l'acné, la dermato-oncologie et le psoriasis. 
Les principales marques sont Aklief, Benzac, Epiduo, Epiduo Forte, Loceryl, Differin, Soolantra, Mirvaso, Oracea, Metvix et Nemluvio, qui obtient l'homologation par la Food and Drug Administration américaine en août 2024 pour son usage contre le prurigo nodulaire et en décembre 2024 pour son usage contre la dermatite atopique. 

## Recherche et développement
Les équipes R&D sont présentes sur six sites dédiés :
- Lausanne et Zoug en Suisse

- Uppsala en Suède

- Dallas au Texas
- Bridgewater (New Jersey) aux États-Unis
- Baie d’Urfé au Canada

## Production
Galderma dispose de 4 sites de production :
- Alby-sur-Chéran en France : l'usine, inaugurée en 1994, produits plus de 45 millions d'unités par an pour 100 pays dans le monde. Sur le même site, l'unité de développement industriel assure le lien entre la recherche et la production.
- Baie-d'Urfé au Canada : l'usine, inaugurée en 2000 pour répondre à la demande croissante des États-Unis et équipée des technologies les plus avancées, produit plus de 100 millions d'unités par an.
- Hortolândia (État de São Paulo) au Brésil : l'usine, inaugurée en 2005, produit plus de 8 millions d'unités par an.
- Uppsala en Suède, l'usine, inaugurée en 1996, est spécialisée dans les traitements esthétiques et correctifs.

## Gouvernance
- Flemming Ørnskov, directeur général
- Thomas Dittrich, directeur financier
- Andy Murphy, vice-président des opérations
- Allison Pinkham, directrice des ressources humaines